# Перекривання орбіталей
Перекривання орбіталей (англ. overlap) — частини двох орбіталей різних атомів, що займають один і той самий простір. Орбіталі Ψ 1 i Ψ2 перекриваються, коли інтеграл від їх добутку не дорівнює нулю:
∫ Ψ1Ψ2*dτ ≠ 0,
де * означає спряження, dτ — елемент об'єму, а інтегрування здйснюється по всьому просторові.